# Umm as-Sadaja
Umm as-Sadaja (arab. أم الثدايا) – wieś w Syrii, w muhafazie Aleppo, w dystrykcie Al-Bab. W 2004 roku liczyła 326 mieszkańców.